# Javier Remírez Apesteguía
Javier Remírez Apesteguía (Pamplona, 5 de abril de 1975) es un político, abogado y dirigente del Partido Socialista de Navarra (PSN-PSOE).
Licenciado en Derecho por la Universidad de Navarra (1998). Realizó un curso superior en Dirección y Gestión de RR.HH (2008) y otro curso superior en Dirección Empresarial (2009) ambos en Foro Europeo –Escuela de Negocios de Navarra-. Es técnico superior de Prevención de Riesgos Laborales en las especialidades de Seguridad en el Trabajo; Ergonomía y Psico-Sociología (2005-2008), por el Instituto de Formación y Estudios Sociales (IFES). Ha realizado estudios de doctorado de Derecho Medioambiental por la Universidad Pública de Navarra (1998-1999).
Pertenece a una familia de tradición política socialista Navarra: Es hijo de la histórica política del Partido Socialista de Navarra y sindicalista de UGT Maria Asunción Apesteguia. Desde pequeño sintió la presión del entorno de la banda terrorista ETA en su propio domicilio por la actividad política de su madre.

## Trayectoria profesional
Inició su trayectoria profesional como director de RRHH y asesor jurídico del Ayuntamiento de Barañáin (2004-2007). Posteriormente, fue jefe del área de RRHH de la empresa Agrozumos (2007-2009) y responsable del área de gestión de personas de los centros de Navarra de las Hermanas Hospitalarias (2009-2015). Desde enero de 2015 hasta agosto de 2019 fue director de RRHH de la empresa del sector de automoción MIASA en las plantas de Pamplona y Zuera (Zaragoza). Abogado en ejercicio, especializado en derecho laboral.
Además, ha sido miembro de los Consejos de Administración, en representación del Gobierno de Navarra, de CEIN (2011-2012) y Tracasa (2012-2015).
También, ha sido formador y ponente en varias charlas y conferencias sobre RRHH y Derechos Laboral en el Instituto de Formación y Estudios Sociales (IFES), Foro Europeo, CEN, AEDIPE o en Esic-Club de Maketing de Navarra.

## Trayectoria política
Afiliado al PSN-PSOE desde 1994, fue miembro de su Comisión Gestora (1996-1997). En septiembre de 2010 fue elegido miembro de la Comisión Ejecutiva Regional como Secretario Ejecutivo de Nuevas Tecnologías y Democracia 2.0. En abril de 2012, en el 10º Congreso del PSN-PSOE, es elegido Secretario de Ideas y Programas del PSN-PSOE. 
En septiembre de 2013 fue elegido Portavoz de la dirección del PSN-PSOE hasta el Congreso Extraordinario celebrado el 13 de diciembre de 2014, en él fue reelegido como Secretario de Ideas y Programas en la dirección encabezada por María Chivite pero ya sin ejercer la portavocía. Fue reelegido para la misma secretaría tras el 11 Congreso Reginal celebrado en julio de 2017, también bajo el liderazgo de María Chivite.
En agosto de 2019 es elegido Vicepresidente y Consejero de Presidencia, Igualdad, Función Pública e Interior del Gobierno de Navarra presidido por María Chivite, posición que de la que cesa en agosto de 2023 tras su toma de posesión como Senador por Navarra tras encabezar y ganar la candidatura del PSN-PSOE a las elecciones generales del 23 de julio de 2023 y conseguir el PSN-PSOE por primera vez desde 1986 tres de los cuatro senadores que se elegían.
Igualmente, fue Secretario General de las Juventudes Socialistas de Navarra (2001-2002), Secretario de Organización de las mismas (1998-2001) así como miembro del Comité Federal de las Juventudes Socialistas de España entre 1998 y 2006. Además, ha sido responsable comarcal de UGT en Aoiz-Sangüesa (1999-2002) y secretario de organización de MCA-UGT Navarra (2002-2004).
Además de su trayectoria política y sindical, fue desde adolescente activo miembro de la Coordinadora Gesto por la Paz, siendo miembro de los grupos del barrio pamplonés de la Txantrea y el de la Universidad de Navarra. 
- Datos: Q5928151